# Ressèc de Toran
Ressèc de Toran és una obra de Canejan (Vall d'Aran) protegida com a Bé Cultural d'Interès Local.

## Descripció
Ubicat al marge dret del riu Toran, al peu de la carretera que remunta la vall i just abans de creuar el pont. L'edifici segueix la típica estructura dels ressècs aranesos, de petites dimensions, planta rectangular, ben allargada, amb el basament de pedra i parets superiors de horapèts. La teulada és a dues aigües en el sentit longitudinal. La porta d'entrada es troba en el costat S-W. A l'interior no se salva cap dels elements i actualment fa funcions de paller.

## Història
Es coneix la seva existència des de finals del segle xviii, moment en el qual és citat per Francisco de Zamora.